# Filippo Colarossi
Filippo Colarossi, né le 21 avril 1841 à Picinisco et mort le 25 août 1906 à Paris, est un sculpteur et artiste peintre italien, qui a fondé en 1870 l'académie Colarossi. 

## Biographie
Successeur de son oncle qui fonde l'atelier en 1815, Charles Suisse dirige l'Académie Suisse sur l'île de la Cité à Paris, lorsqu'il décide, à la fin du Second Empire, de le vendre à son ancien modèle, l'Italien Filippo Colarossi, qui possédait une bonne réputation dans ce métier à l'École impériale des beaux-arts. Celui-ci le rebaptise tout d'abord « Académie de la Rose ». Il transfère après 1870 ses locaux au 10 rue de la Grande-Chaumière dans le 6e arrondissement et possède une annexe au 43 avenue Victor-Hugo dans le 16e arrondissement. Colarossi, originaire de Picinisco, fit venir à Paris de nombreux modèles, femmes et hommes, réputés avoir belle allure, depuis son village natal.
Sous le nom de « Philippe Colarossi », il propose ses sculptures au Salon des artistes français à partir de 1882.
Il a un fils, Fiori-Ernest Colarossi, devenu graveur et élève de Paul-Edme Le Rat (Salon, 1892).
Son neveu, Angelo Colarossi (en) (1875–1949) fut modèle à Londres et l'assistant d'Alfred Gilbert.

## Expositions
- Salon des artistes français de Paris entre 1885 et 1889[9].